# Lianghekou-Talsperre
Die Lianghekou-Talsperre (chinesisch 两河口水电站, Pinyin Liǎnghékǒu shuǐdiànzhàn – „Wasserkraftwerk Lianghekou“) ist eine Talsperre mit einem großen Wasserkraftwerk im Kreis Yajiang des Autonomen Bezirks Garzê der Tibeter in der chinesischen Provinz Sichuan. Die Talsperre wird am Zusammenfluss der drei Flüsse Yalong (auch Nyagchu genannt), Qingda und Xianshui gebaut. Der Name Lianghekou bedeutet: „Mündung zweier Flüsse“.
Die Bauarbeiten begannen im Oktober 2014 und wurden im März 2022 beendet. Das Wasserkraftwerk hat eine installierte Kapazität von 3000 MW. Es dient dem Zweck, Energie aus Chinas Westen in den Osten zu bringen. Das Absperrbauwerk hat eine Höhe von 295 m und ist ein Staudamm mit einer Erdkerndichtung.
Das Reservoir umfasst 6330 Millionen Kubikmeter. Damit ist es der zweitgrößte Wasserspeicher an diesem Fluss. Der Stausee wird den Yalong 90 km lang aufstauen, den Xianshui 80 km und den Qingda 28 km.